# Lactoria

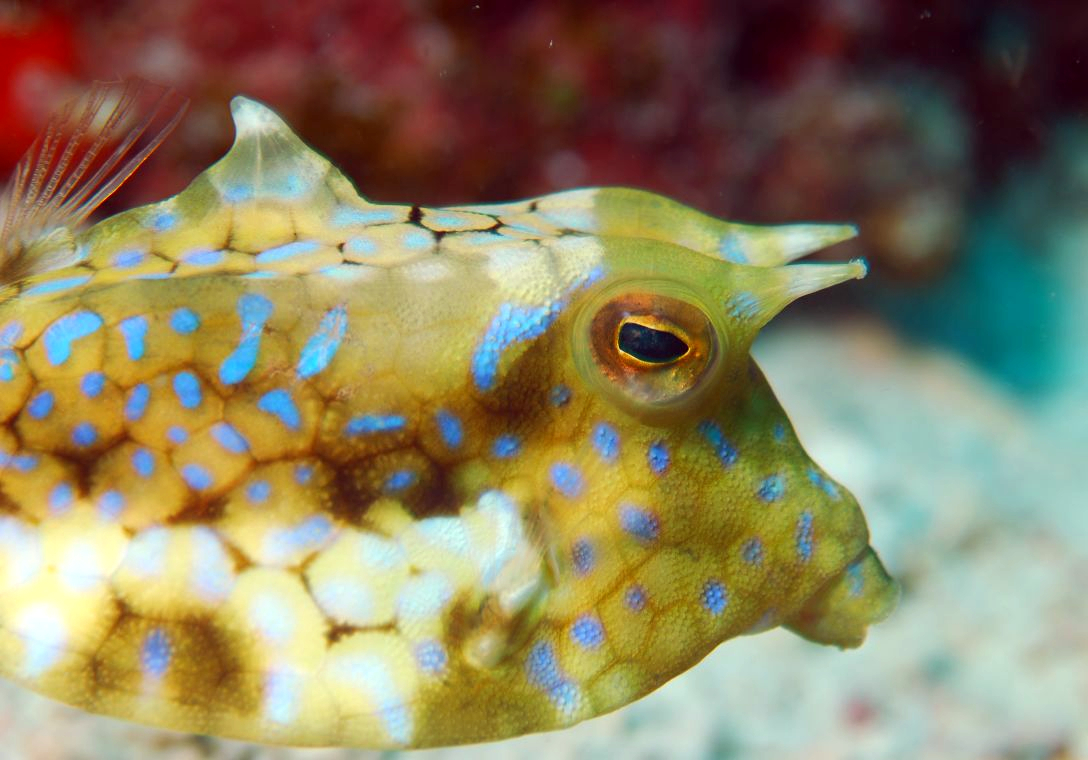
Lactoria fornasini

A Lactoria a csontos halak (Osteichthyes) főosztályának a sugarasúszójú halak (Actinopterygii) osztályához, ezen belül a gömbhalalakúak (Tetraodontiformes) rendjéhez és a bőröndhalfélék (Ostraciidae) családjához tartozó nem.

## Rendszerezésük
A nembe az alábbi 4 faj tartozik:
- tehénhal (Lactoria cornuta) (Linnaeus, 1758)
- Lactoria diaphana (Bloch & Schneider, 1801)
- Lactoria fornasini (Bianconi, 1846)
- Lactoria paschae (Rendahl, 1921)